# Stoa Basileios

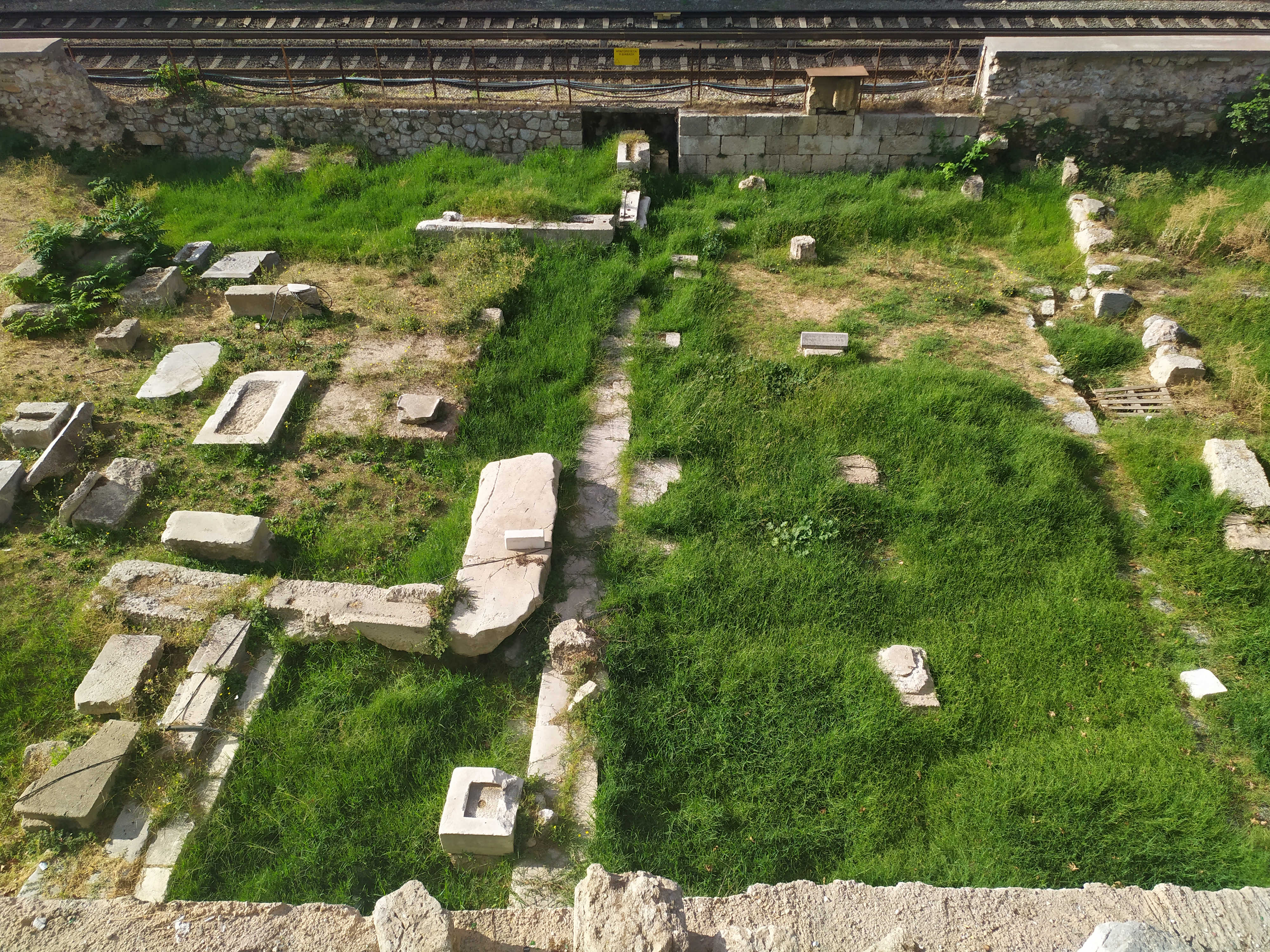
Stoa Basileios

Die Stoa Basileios ist ein Gebäude auf der Agora von Athen.

## Identifizierung
1970 wurden bei Ausgrabungen in der Nordwestecke der Agora die Überreste der sogenannten Königsstoa, der Stoa Basileios, gefunden. Wissenschaftler sind sich einig, dass es sich bei dem Fundament und den Mauerresten um die Stoa Basileios handelt. Pausanias 1, 3, 1 überliefert ihre Lage im Rahmen seiner eindeutigen Wegbeschreibung beim Gang über die Agora; er schreibt: „Zur Rechten ist zunächst die ‚Königliche Stoa‘ mit dem Sitz des ‚Königs‘, der das sogenannte ‚Königliche Amt‘ für ein Jahr innehat.“ Des Weiteren fand man zwei Inschriften von Amtsträgern, die das Amt des Archon basileus innehatten. Sie ließen die Steine während oder kurz nach ihrer Amtszeit errichten und machten damit eine eindeutige Identifizierung der Königsstoa möglich.

## Datierung
Wann die Stoa Basileios erbaut wurde, ist unklar. Das Problem besteht darin, dass die architektonischen Merkmale der dorischen Säulen und des dorischen Frieses auf das 6. Jahrhundert v. Chr. schließen lassen. Im Fundament der Halle wurde hingegen Keramik gefunden, die frühestens im 5. Jahrhundert v. Chr. hergestellt wurde. 
Man geht nun davon aus, dass die Stoa Basileios erstmals im 6. Jahrhundert v. Chr. erbaut wurde, im Persersturm von 480 zerstört und danach wieder aufgebaut wurde.

## Erscheinung
Die äußere Erscheinung der Königsstoa wird von acht dorischen Säulen an der Vorderseite dominiert. Die Vorderseite der Stoa ist nach Osten in Richtung Panathenäen-Straße ausgerichtet. Die Seiten sind geschlossen, sodass nur die Vorderseite mit den Säulen geöffnet ist. Das Dach wurde in der Mitte der Stoa von vier dorischen Säulen getragen. Laut Pausanias „stehen [auf dem Ziegeldach dieser Stoa] Statuen aus gebrannter Erde: Theseus, der Skiron ins Meer stürzt, und Hemera, die Kephalos trägt.“ Diese Statuen befanden sich an den beiden Enden des Daches. Die Mauern der Stoa sind aus massiven Kalksteinquadern. Eine der Außenwände ist noch bis zu drei Steinlagen hoch erhalten. Die Dachziegel der Stoa Basileios wurden aus Terrakotta gefertigt.
Die Stoa war 18 Meter lang und 7,50 Meter breit. 
Während die Stoa Basileios im 6. Jahrhundert v. Chr. noch isoliert stand, wurde später die südlich angrenzende Stoa des Zeus Eleutherios erbaut. Nordöstlich auf der anderen Seite der Straße errichteten die Athener die Stoa Poikile. 
Vor der Stoa Basileios befindet sich ein Opferstein, an dem Archonten vor Amtsantritt ihren Eid ablegen mussten. 
Im 3. Jahrhundert v. Chr. wurde vor der Stoa Basileios eine Statue der Themis, der Göttin der Gerechtigkeit, errichtet. 
Des Weiteren wurden an den beiden Enden der Stoa Flügel angebaut, womöglich um mehr Platz für die Anbringung von Gesetzestafeln zu schaffen.

## Nutzung
Die Regierung der antiken attischen Demokratie wurde von neun Archonten gebildet: Dem Archon Eponymos, welcher der einflussreichste der Archonten war und dem Jahr seinen Namen gab. Dem Archon Basileus, der für kultische und religiöse Belange zuständig war, und dem Archon Polemarchos, welcher der Befehlshaber über die Streitkräfte war. Die restlichen sechs Archonten waren die sogenannten Thesmotheten. Ihre Aufgabe war es, richterliche Urteile zu dokumentieren und sie der Öffentlichkeit zugänglich zu machen.
Nach den Reformen 487/486 v. Chr. entschied das Los, wer für ein Jahr Archon wurde. Diese Reform verlagerte große Teile der Macht zu den Strategen, die immer noch gewählt wurden. 
Der für religiöse Belange zuständige Archon Basileus hatte seinen Amtssitz in der Stoa Basileios. Seine Aufgabe war die Organisation von religiösen Festen wie Fackelläufe und Lenäen. 
Vom Archon Basileus wurden jeweils die besten Komödien und Tragödien geehrt. Es mag aus heutiger Perspektive komisch erscheinen, dass ein hoher religiöser Beamter für das Theater zuständig ist, in der Antike galt das Theaterspielen allerdings als heilig. 
Weiterhin fiel es in seine Zuständigkeit, Prozesse bei religiösen Vergehen (wie Unfrömmigkeit) oder bei kriminellen Taten (wie Mord) zu leiten.
Es war somit auch im Zuständigkeitsbereich des Archon Basileus, die Voruntersuchung in der Asebieklage, der Anklage wegen Gottlosigkeit, gegen Sokrates im Jahr 399 v. Chr., zu leiten. Dieses Ereignis stellt eines der bekanntesten Geschehnisse in der Stoa Basileios da. 
Am Ende der Prozesse wurde Sokrates zum Tod durch den Schierlingsbecher verurteilt. 
Eine weitere Besonderheit der Stoa Basileios bestand darin, dass in ihr die Gesetzestafeln standen, nachdem Solon die neue Verfassung geschrieben hatte. Auch später wurden neue Gesetze in der Stoa Basileios aufgestellt, damit die Öffentlichkeit Zugang zu ihnen hatte. Dies ist auch der Grund, warum die kleine Halle später um zwei seitliche Flügel vergrößert wurde. 
Der bereits oben erwähnte, vor der Stoa befindliche 0,95 × 2,95 Meter große, unbearbeitete Kalkstein diente wahrscheinlich als Schwurstein, an dem Beamten ihren Eid ablegten. Die Staatsdiener mussten vor Dienstantritt einen Eid ablegen und darauf schwören, dass sie im Sinne des Staates handeln und die Gesetze achten werden. Mit diesem Eid schworen sie zugleich, eine goldene Statue zu errichten, sollten sie ein Gesetz übertreten.
Da der Stein, auch Lithos genannt, vermutlich älter ist als die Stoa selbst, gehen einige Wissenschaftler davon aus, dass er der Grund ist, warum die Stoa an der Stelle erbaut wurde.